# Kakku

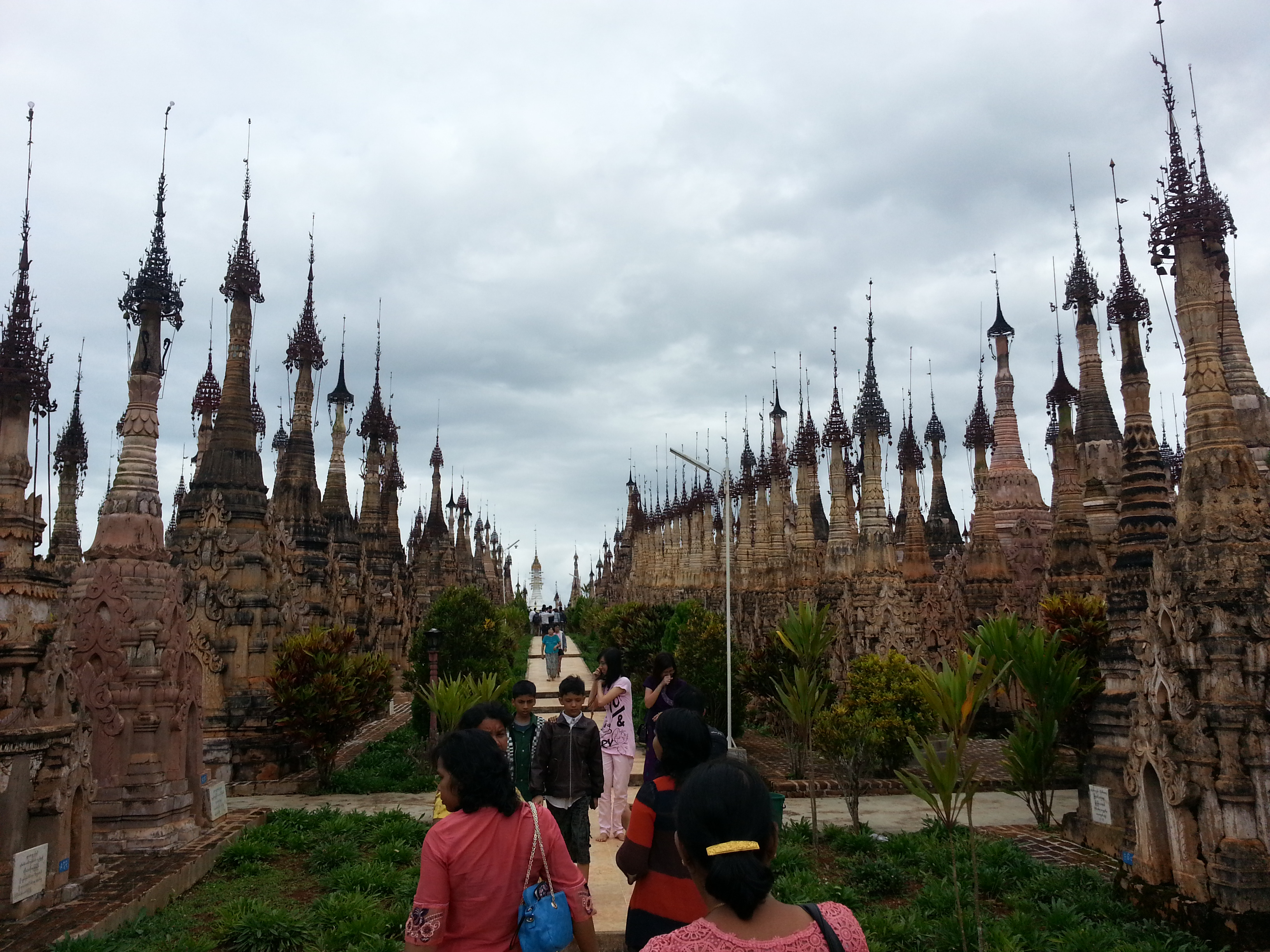

Kakku ist ein Pagodenfeld in Taunggyi, Myanmar im südlichen Shan-Staat. Auf einer Fläche von 306 m Breite und 150 m Länge befinden sich hier über 2.000 Pagoden. Bis zum Jahr 2001 war ein Besuch von Kakku für Ausländer verboten. Zunächst nur für Reisegruppen geöffnet, ist der "magische Ort der Pa-O" (Volksgruppe in Myanmar) inzwischen auch für Einzelreisende offen. Der Legende nach sollen die ersten Pagoden 300 v. Chr. erbaut worden sein. Der Zentrale Stupa (Asokar Stupa) stammt wahrscheinlich aus dem 16. Jahrhundert.